# Francesco Failli
Francesco Failli (født 16. december 1983) er en tidligere professionel italiensk landevejscykelrytter.